# КК Струмица
КК Струмица je македонски кошаркашки клуб из Струмице. Клуб је од 2005. до 2014. био познат под именом АБА Струмица. У сезони 2015/16. такмичи се у Првој лиги Македоније.

## Историја
АБА Струмица је основана 2005. године, и играла је у Другој лиги све до 2010. У сезони 2009/10. остварили су пласман у Прву лигу Македоније. У јулу 2012. неколико клубова из Струмице (КК Милениум, КК Горани Баскет, КК Феликс) фузионисало се са АБА Струмицом. Клуб је 2014. променио име у КК Струмица.

## Познатији играчи
- Бранислав Ђекић
- Александар Мареља